# Nieves Paradela Alonso
Nieves Paradela Alonso es una arabista española.

## Biografía
Es profesora de Estudios árabes en la Universidad Autónoma de Madrid. 
Traductora de literatura árabe contemporánea, investiga asimismo en los campos de lengua, literatura y pensamiento árabes.
Su tesis doctoral versó sobre la literatura de viajes árabes, rihlas en árabe, sobre España. Aquí descubre que los viajeros musulmanes, en general, ven la España que visitan con el mismo desdén que lo hacían los viajeros del norte de Europa o de América, como un fracaso de modelo de desarrollo y progreso. Mientras que idealizan, estos mismos viajeros, el pasado andalusí. 